# Shabana Basij-Rasikh
Shabana Basij-Rasikh (persa: شبانه بسیج راسخ, Shabana Basij-Rasikh; 1990, Kabul) és una educadora, humanitària, i defensora dels drets de les dones afganesa. Destacada pionera a l'àmbit de l'evolució dels drets de les dones a l'Afganistan va crear a l'edat de 18 anys, el 2009, HELA INC una entitat sense ànim de lucre que va presidir fins al 2017, i el 2008 SOLA (paraula que significa ‘pau’, en paixtu), l'Escola de Lideratge, Afganistan (en anglès: School of Leadership, Afghanistan). La seva obra i trajectòria han rebut un reconeixement internacional.

## Biografia
Shabana Basij-Rasikh nasqué el 1990 a la capital afganesa al si d'una família benestant. Quan tenia 6 anys, amb l'arribada dels talibans al poder només va poder anar a escola disfressada de noi tot acompanyant-hi la seva germana que havia de portar la burca.
El 2008, durant els seus estudis universitaris, va fundar SOLA, una escola de lideratge que té com a objectiu donar educació a totes les dones afganeses i és, fins a l'actualitat, l'única escola amb internat per a dones del país.